# Cul-de-sac – Djävulsk gisslan
Cul-de-sac – Djävulsk gisslan (engelska: Cul-de-sac, "återvändsgränd") är en brittisk film från 1966 i regi av Roman Polański.

## Handling
Två rånare är på flykt efter en misslyckad stöt och tar sin tillflykt till slottet på ön Lindisfarne i England. De boende på slottet, en undfallande före detta fabriksägare och hans unga franska fru, blir tagna som gisslan av rånarna, i väntan på att bossen, Katelbach ska komma till rånarnas undsättning. Katelbach kommer inte och kidnappningsdramats avslutning är dystopiskt och oväntat. 

## Om filmen
Polanski och Brach har hämtat inspiration från I väntan på Godot av Samuel Beckett. Jack MacGowran som spelar Albie, en av de mindre rollerna, återkommer i Polanskis nästa film, Vampyrernas natt, som professor Ambronsius.

## Rollista i urval
- Donald Pleasence: George
- Françoise Dorléac: Teresa
- Lionel Stander: Dickie
- Jack MacGowran: Albie
- Iain Quarrier: Christopher
- Geoffrey Sumner: Christophers far
- Renee Houston: Christophers mor
- Robert Dorning: Philip Fairweather
- Marie Kean: Marion Fairweather
- William Franklyn: Cecil
- Jacqueline Bisset: Jacqueline
- Trevor Delaney: Nicholas